# Swanowie

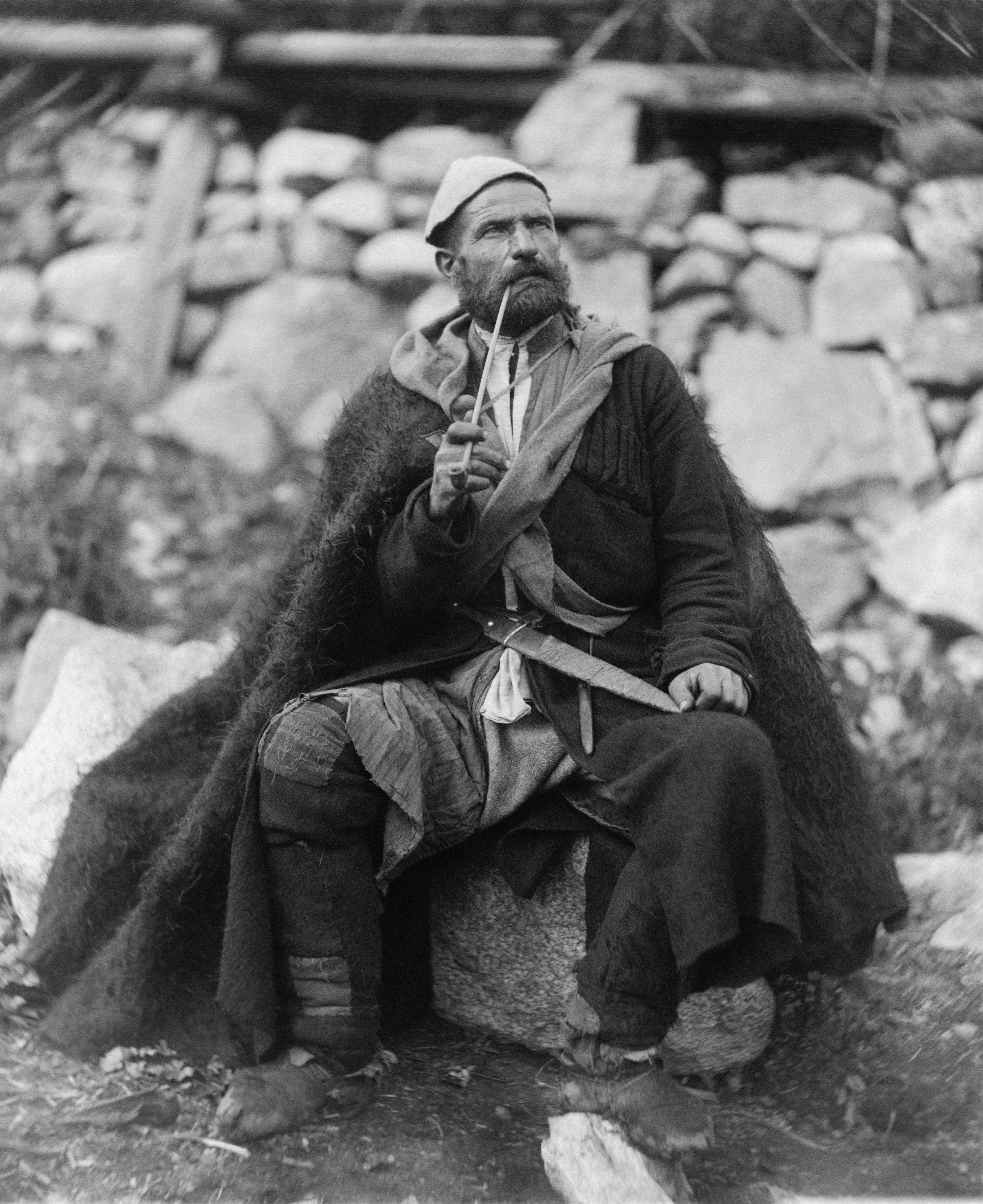
Swański wieśniak

Swanowie (nazwa własna Maszwan, gruzińska w l.mn. – Swanebi, abchaska – Aszczanyła) – grupa etniczna zamieszkująca północno-zachodnią Gruzję (Swanetię oraz wąwóz Kodori w Abchazji), posługująca się językiem swańskim.
Swanowie oficjalnie uznawani są za część narodu gruzińskiego. Zamieszkują trzy rejony wysokogórskie na pograniczu Rosji, Gruzji i Abchazji: 13 tys. z nich mieszka w Górnej Swanetii, 7 tys. w Dolnej Swanetii a 2 tys. w Małej (abchaskiej) Swanetii. Razem na obszarze 5 tys. km² żyje ok. 22 tys. Swanów, stanowiących ok. 0,5% ludności Gruzji. Język swański, którym się posługują, jest najbardziej archaicznym językiem z grupy kartwelskiej, którą tworzy wraz z gruzińskim, megrelskim i czańskim (lazyjskim).

## Historia
Pierwsze wzmianki o Swanach pochodzą od greckiego geografa Strabona, który pisał o nich jako o groźnych i zaciętych wojownikach, potomkach sumeryjskich niewolników. Wspominał też, że używali owczych skór do wypłukiwania złota z górskich strumieni – stąd ojczyzna Swanów Swanetia jest uznawana za jeden z możliwych celów podróży Argonautów. Chrześcijaństwo dotarło tu w VI wieku.